# Groupe d'entraide mutuelle
Pour les articles homonymes, voir GEM.
 (août 2014).
Si vous disposez d'ouvrages ou d'articles de référence ou si vous connaissez des sites web de qualité traitant du thème abordé ici, merci de compléter l'article en donnant les références utiles à sa vérifiabilité et en les liant à la section « Notes et références ».
 (mars 2021).
La mise en forme du texte ne suit pas les recommandations de Wikipédia : il faut le « wikifier ».
Les points d'amélioration suivants sont les cas les plus fréquents. Le détail des points à revoir est peut-être précisé sur la page de discussion.
- Les titres sont pré-formatés par le logiciel. Ils ne sont ni en capitales, ni en gras.
- Le texte ne doit pas être écrit en capitales (les noms de famille non plus), ni en gras, ni en italique, ni en « petit »…
- Le gras n'est utilisé que pour surligner le titre de l'article dans l'introduction, une seule fois.
- L'italique est rarement utilisé : mots en langue étrangère, titres d'œuvres, noms de bateaux, etc.
- Les citations ne sont pas en italique mais en corps de texte normal. Elles sont entourées par des guillemets français : « et ».
- Les listes à puces sont à éviter, des paragraphes rédigés étant largement préférés. Les tableaux sont à réserver à la présentation de données structurées (résultats, etc.).
- Les appels de note de bas de page (petits chiffres en exposant, introduits par l'outil «  Source ») sont à placer entre la fin de phrase et le point final[comme ça].
- Les liens internes (vers d'autres articles de Wikipédia) sont à choisir avec parcimonie. Créez des liens vers des articles approfondissant le sujet. Les termes génériques sans rapport avec le sujet sont à éviter, ainsi que les répétitions de liens vers un même terme.
- Les liens externes sont à placer uniquement dans une section « Liens externes », à la fin de l'article. Ces liens sont à choisir avec parcimonie suivant les règles définies. Si un lien sert de source à l'article, son insertion dans le texte est à faire par les notes de bas de page.
- La présentation des références doit suivre les conventions bibliographiques. Il est recommandé d'utiliser les modèles {{Ouvrage}}, {{Chapitre}}, {{Article}}, {{Lien web}} et/ou {{Bibliographie}}. Le mode d'édition visuel peut mettre en forme automatiquement les références.
- Insérer une infobox (cadre d'informations à droite) n'est pas obligatoire pour parachever la mise en page.

Pour une aide détaillée, merci de consulter Aide:Wikification.
Si vous pensez que ces points ont été résolus, vous pouvez retirer ce bandeau et améliorer la mise en forme d'un autre article.
Les groupes d’entraide mutuelle (GEM) sont, en France, des structures de prévention et de compensation de la restriction de participation à la vie en société, prévus aux articles L. 114-1-1 et L. 114-3 du code de l’action sociale et des familles (CASF), tels qu’ils résultent de la loi no 2005-102 du 11 février 2005 pour l’égalité des droits et des chances, la  participation et  la citoyenneté des personnes handicapées ou isolées socialement.
Ce sont des dispositifs d’entraide mutuelle entre pairs, constituant avant tout un collectif de personnes concernées par des problématiques de santé ou des situations de handicap similaires et souhaitant se soutenir mutuellement dans les difficultés éventuellement rencontrées, notamment en termes d’insertion sociale, professionnelle et  citoyenne.

## Suivi national
Un comité national de suivi est constitué conjointement par la direction générale de la cohésion sociale (DGCS) et la Caisse nationale de solidarité pour l’autonomie (CNSA) pour contribuer au bon fonctionnement et à l’évolution de ce dispositif.
Il est composé, outre de la DGCS et de la CNSA, de représentants des autres administrations centrales concernées (direction générale de l’organisation des soins, direction générale de la santé) ainsi que des représentants des agences régionales de santé (ARS), des représentants des collectivités locales et des associations représentatives des personnes pour lesquelles ces mesures sont mises en œuvre ou des associations regroupant les personnes membres des GEM.

## Éléments de définition
Les GEM ne sont pas des structures médico-sociales au sens de l’article L. 312-1 du Code de l'action sociale et des familles. Leur organisation et leur fonctionnement diffèrent à plusieurs titres : les GEM n'effectuent pas, comme ces structures, des prestations mises en œuvre par des professionnels (ou par des permanents, comme dans les lieux de vie) et  n’ont pas pour mission la  prise en charge des personnes. Les GEM n’ont donc pas vocation à se substituer aux prestations issues du secteur médico-social, ni aux entités œuvrant dans le  secteur du handicap. Mais un GEM, composé d’experts d’usage, doit être reconnu comme un acteur à part entière du réseau de son territoire.
Un nouveau cahier des charges a été attribué aux groupes d'entraide mutuelle (GEM) par un Arrêté du 27 juin 2019

## Public concerné
Les personnes susceptibles de fréquenter un GEM sont des adultes rendus vulnérables par des troubles de santé ou par des situations de handicap et susceptibles de bénéficier d'une entraide mutuelle entre personnes ayant vécu ou vivant une expérience similaire ou proche.
Ce sont des personnes désireuses de rompre leur isolement et de participer aux différents temps d’échanges, d’activités et de rencontres du groupe. Leur situation leur permet d’envisager un parcours visant une meilleure insertion dans la vie sociale et citoyenne avec l’aide des pairs, des animateurs, et la participation à un collectif de personnes.
Les GEM dont les adhérents sont concernés par un handicap résultant de troubles psychiques, d’un traumatisme crânien ou de toute autre lésion cérébrale acquise, d’un trouble du spectre de l’autisme ou autre trouble du neuro-développement sont éligibles à un conventionnement, dans la mesure où le GEM apparaît comme une démarche particulièrement adaptée à leur situation et à leurs besoins.
L’adhésion au GEM ne nécessite pas pour la personne concernée une reconnaissance du handicap par une décision de la commission des droits et de l’autonomie des personnes handicapées ou de toute autre instance spécialisée. Il ne peut non plus leur être demandé un certificat médical « validant » l’entrée dans le GEM.
L’accueil de la « grande exclusion » souvent induite par certains troubles de santé, n’est pas la vocation du GEM. Et le fait d’avoir ou non un logement stable ne saurait intervenir de façon discriminante dans la fréquentation d’un GEM. Le GEM peut fonctionner comme une passerelle vers un accompagnement plus adapté.

## Objectifs du GEM

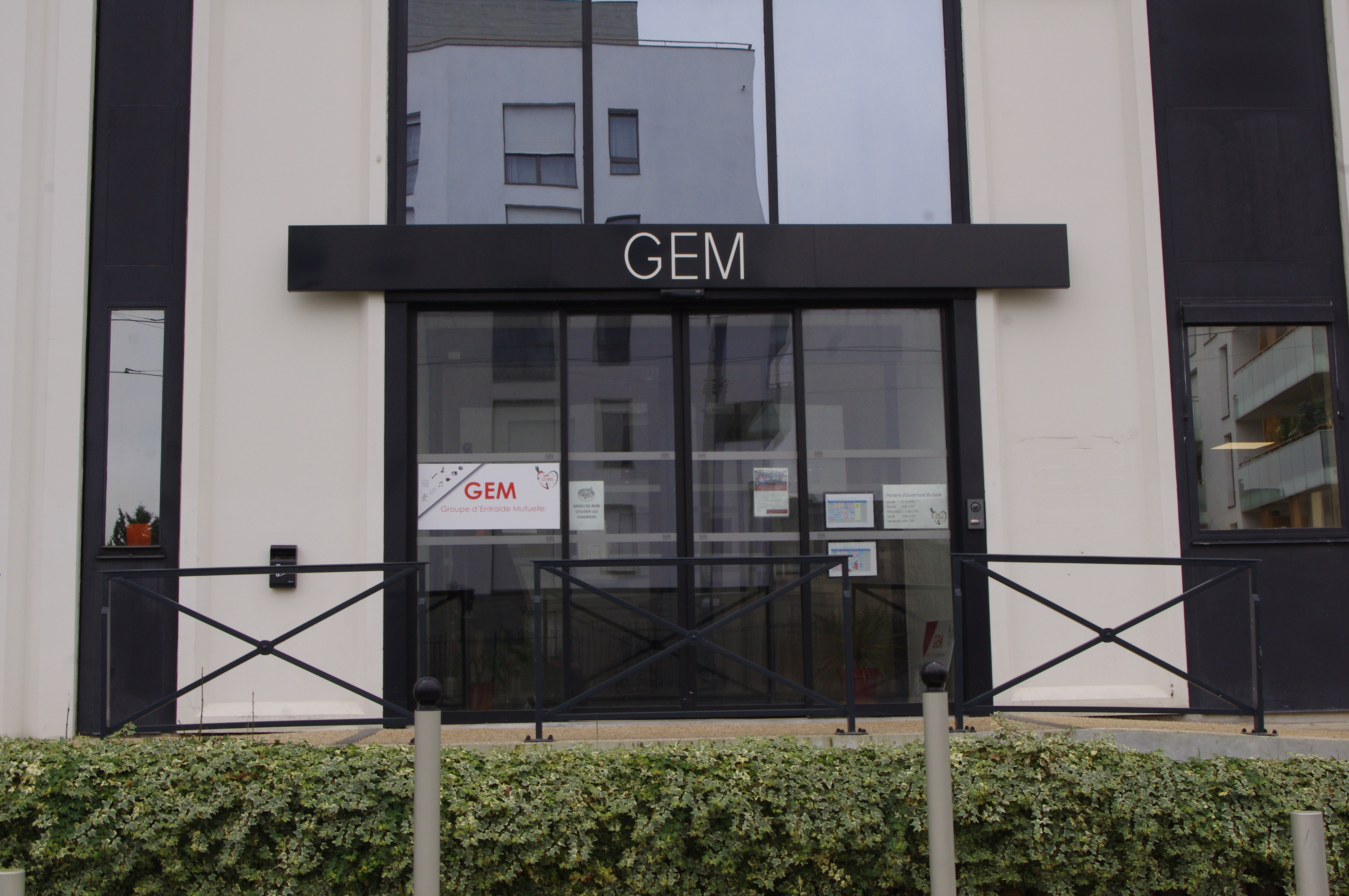
Le GEM Colibris de Rungis à côté de Paris.

Le GEM est « « […] Une association de personnes partageant la même problématique desanté ou des situations de handicap, dont l’objectif exclusif est de favoriser destemps d’échanges, d’activités et de rencontres susceptibles de créer du lien et de l’entraide mutuelle entre les adhérents.La fonction première du GEM est de rompre l’isolement et de favoriser le liensocial, à l’intérieur comme à l’extérieur du GEM, sur un mode de fonctionnementfondé sur une co-construction par les membres fréquentant le GEM des décisionsrelatives au GEM » ».
La fonction première du GEM est de rompre l'isolement et de favoriser le lien social, à l'intérieur comme à l'extérieur du GEM, sur un mode de fonctionnement fondé sur une co-construction par les membres fréquentant le GEM des décisions relatives au GEM.
Cette fonction première vise à favoriser le lien social et la citoyenneté des personnes fréquentant le GEM, avec un objectif de « réhabilitation sociale », soit de reprise de confiance de la personne dans ses potentialités et capacités.
L'association doit être épaulée dans son fonctionnement par un parrain.

## Forme juridique et composition
Le GEM est une entité juridique indépendante organisée en association loi de 1901 composée d'adultes présentant des troubles psychiques ou des troubles cognitifs (cérébrolésés en particulier) sans avoir nécessairement une reconnaissance de handicap.
L'organisation et le fonctionnement des GEM sont définis par l' Arrêté du 27 juin 2019 fixant le cahier des charges des groupes d'entraide mutuelle en application de l'article L. 14-10-5 du code de l'action sociale et des familles, et décrits clairement par le CNSA.

## Organisation
Le GEM fonctionne comme toute association loi 1901. Tout membre peut participer aux assemblées générales qui décident des priorités et des actions de l'association. Un conseil d'administration élu pilote le fonctionnement au jour le jour dans le respect des grandes orientations décidées par l'AG.
Le GEM peut faire appel à une association gestionnaire de structures pour assurer la gestion financière et celle du personnel. Dans ce cas « il est impératif que le GEM concerné fasse l’objet d’une gestion spécifique et distincte ».
Le GEM doit de plus être parrainé par une autre association. Ce peut être une association d'usagers, de familles, toute association œuvrant dans un champ "compatible avec l'action des GEM. Le parrain joue un rôle d'appui moral et éthique. Il vérifie en particulier que le fonctionnement du GEM répond bien à l'esprit ayant présidé à leur mise en place et tel qu'il est défini dans les textes.
Le parrain ne peut pas être en même temps gestionnaire du GEM, sauf dans le cas de GEM s'adressant à un public traumatisé crânien ou cérébro-lésé.

## Moyens
Pour être conventionnée et obtenir des subventions, une association qui porte un GEM doit respecter le cahier des charges des GEM. La convention de financement est signée entre l’association constitutive du GEM et l’ARS. En 2012, le financement des GEM est principalement assuré par les ARS (90 % du financement) à partir de crédits GEM délégués par la CNSA délègue aux agences régionales de santé (ARS). La subvention consacrée au fonctionnement d'un GEM est d'environ 77 000 € par an.
Un partenariat avec la commune d'implantation est indispensable. Il peut en particulier permettre l'attribution de moyens supplémentaires : locaux, appui aux différentes activités...

### Comité national
Un comité national est chargé de la mise en œuvre et du suivi des GEM,, il est constitué notamment des associations de familles (UNAFAM) et Fédération Nationale des Associations d'Usagers en Psychiatrie (FNApsy) et Union Nationale des Associations de Familles de Traumatisés crâniens et de Cérébro-lésés (UNAFTC), de l'UNGF(Union Nationale des Gems-France), de la Caisse nationale de solidarité pour l'autonomie (CNSA), des  administrations centrales de la Santé et de l’Action sociale, de la Fédération d’aide à la santé mentale Croix-Marine, de la Mission nationale d’appui en santé mentale (MNASM) et du CNIGEM.

## Principe de fonctionnement
Le GEM doit s'efforcer d'être une passerelle vers la réinsertion sociale de personnes vulnérables et désocialisées.
Les adhérents s'engagent à participer à la vie du groupe et dans la mesure du possible à s'ouvrir en direction d'une participation plus large à la vie de la cité par exemple, en recherchant un emploi ou une formation.
La circulaire ne stipule aucun engagement de la part de la personne qui fréquente le GEM. Il doit être ouvert au moins 35 heures par semaine pour ses adhérents, et la participation de ces derniers y est libre, c’est-à-dire qu’aucun n’est tenu d’y participer un nombre minimum d’heures par semaine ; c'est un lieu ouvert, convivial, dans lequel les personnes se retrouvent autour d'un projet commun. À la différence des hôpitaux de jour ou des CMP, les activités se déroulant dans les GEM sont largement portées par les adhérents eux-mêmes, suivant leurs envies et leurs possibilités.
Il n'y a ni psychiatre, ni psychologue, ni thérapeute. Les GEM sont des lieux non médicalisés. Cela permet aux adhérents de se responsabiliser et de reprendre une confiance en soi souvent fortement ébranlée par les difficultés rencontrées par les personnes souffrant de troubles psychiques.

## Perspectives
Depuis sa création, le GEM rencontre un franc succès puisqu'il existait en 2018 505 GEM accueillant plus de 74 000 personnes.
La CNSA a réalisé des bilans d'activité des groupes d'entraide mutuelle :  
- Bilan 2018, plus de 74 000 personnes ont fréquenté les GEM
- Bilan 2017, 466 GEM accueillaient plus de 65 000 personnes
- Bilan 2016 d'activité des groupes d'entraide mutuelle (GEM). (ZIP, 15,05 Mo)
- Bilan 2015 d'activité des groupes d'entraide mutuelle (GEM).(PDF, 1,59 Mo)
- Bilan 2014 de l’activité des groupes d’entraide mutuelle
- Bilan 2013 d’activité des groupes d’entraide mutuelle (GEM). (PDF, 2,25 Mo)

La psychiatrie s'intéresse également de près à ce dispositif qui offre une alternative à la prise en charge classique (hôpital de jour, parcours de soins en centre-médico-psychologique) en revanche, il ne semble pas encore exister de données publiques de type audit ou statistique permettant d'évaluer la convergence du GEM avec son objectif revendiqué de réinsertion sociale et/ou de gain thérapeutique associé à cette réinsertion.
Un Diplôme Universitaire d'animateur de GEM a été ouvert à la rentrée 2010 à l'UniversitéParis-VIII, avec la participation de la FNA Psy (Fédération Nationale des Patients en Psychiatrie) et de l'ANEGEM (Association Nationale d’Expertise des Groupes d’Entraide Mutuelle). Mais il n'a pas connu le succès escompté.
Un Comité interministériel du handicap concernant les GEM  a révisé le cahier des charges des GEM en juin 2019, après une précédente révision en 2016.
Un groupe de travail rassemblant les différents acteurs institutionnels et associatifs s'est réuni pour notamment clarifier le rôle des différents intervenants (parrain, gestionnaire, association d’usagers…).